# Aleksandar Rakić
Aleksandar Rakić (ur. 6 lutego 1992 w Wiedniu) – austriacki zawodnik mieszanych sztuk walki (MMA) oraz boksu tajskiego serbskiego pochodzenia. Aktualny zawodnik organizacji UFC wagi półciężkiej.

## Życiorys
Urodził się i wychował w Wiedniu, w Austrii, w serbskiej rodzinie. Jako dziecko grał w piłkę nożną. Był jednak agresywny do tego stopnia, że został wyrzucony z drużyny. Jako sposób na rozładowanie nadmiaru energii, zaczął rywalizować w kickboxingu i boksie w wieku 13 lat, gdzie stoczył ponad 40 walk przed przejściem do MMA. W mieszanych sztukach walki zadebiutował w wieku 19 lat, ponieważ chciał włączyć grappling i zapasy do swoich umiejętności walki.

## Kariera MMA

### Wczesna kariera
Swoją profesjonalną karierę MMA w rozpoczął 2011, rywalizując głównie na galach w Europie. 7 zawodowych walk stoczył w Wiedniu. Zgromadził rekord 8-1 przed podpisaniem kontraktu z Ultimate Fighting Championship w marcu 2017.

### UFC
Pierwszą walkę dla amerykańskiej organizacji stoczył 2 września 2017 przeciwko Francimarowi Barrosowi na gali UFC Fight Night 115 w Rotterdamie, w Holandii. Wygrał walkę przez jednogłośną decyzję (30-27, 30-27, i 30-27).
W drugiej walce miał zmierzyć się z Gadżymuradem Antigułowem 24 lutego 2018 na UFC on Fox 28. 7 lutego 2018 poinformowano, że Antigułow nie wyjdzie do walki z powodu kontuzji.
Jego kolejna walka odbyła się 22 lipca 2018 na UFC Fight Night 134. Jego rywalem był niepokonany wówczas Justin Ledet. Walkę wygrał przez jednogłośną decyzję (30-25, 30-24, 30-24).
8 grudnia 2018 na UFC 231 zmierzył się z Devinem Clarkiem. Wygrał walkę przez TKO w pierwszej rundzie.
1 czerwca 2019 na gali UFC Fight Night 153 doszło do jego walki z Jimim Manuwą. Rakić znokautował rywala widowiskowym kopnięciem na głowę w początkowej minucie walki. Zwycięstwo to przyniosło mu pierwszą nagrodę bonusową w kategorii występ wieczoru.
17 lutego 2020 ogłosił na swoich mediach społecznościowych, że podpisał nowy, sześcio-walkowy kontrakt z UFC.
29 sierpnia 2020 na gali UFC Fight Night 175 zmierzył się z bardziej doświadczonym Anthonym Smithem. Wygrał przez jednogłośną decyzję po trzech rundach.
6 marca 2021 skrzyżował rękawice z Thiago Santosem na UFC 259. Po bliskiej walce ponownie zwyciężył przez jednogłośną decyzję sędziów.
26 marca 2022 roku miał zawalczyć z Janem Błachowiczem w walce wieczoru podczas gali w Columbus, jednak Błachowicz wycofał się z tej walki z powodu kontuzji kręgosłupa w odcinku szyjnym. Pojedynek przeniesiono na 14 maja 2022 roku, na galę w UFC Apex w Las Vegas. Przegrał przez techniczny nokaut, po tym jak doznał kontuzji kolana w trzeciej rundzie walki. 
Oczekiwano, że 20 stycznia 2024 na gali UFC 297 dojdzie do jego rewanżu z Janem Błachowiczem, jednak Polak wypadł z tego starcia z powodu kontuzji barków. Następnie ogłoszono jego walkę z byłym mistrzem UFC w wadze półciężkiej, Jiřím Procházką, która odbyła się 13 kwietnia 2024 roku na jubileuszowej gali UFC 300. Przegrał przez techniczny nokaut w drugiej rundzie. 
26 października 2024 w Abu Zabi podczas wydarzenia UFC 308 stoczył walkę z Rosjaninem, Magomiedem Ankalajewem. Przegrał jednogłośną decyzją sędziów (29-28, 29-28, 29-28).  

## Lista zawodowych walk w MMA
| Wynik     | Bilans | Przeciwnik (bilans przed walką)   | Rozstrzygnięcie                     | Runda | Czas | Rozgrywki                                    | Data       | Miejsce    | Uwagi                    |
| --------- | ------ | --------------------------------- | ----------------------------------- | ----- | ---- | -------------------------------------------- | ---------- | ---------- | ------------------------ |
| Przegrana | 14-5   | Magomied Ankalajew (19-1-1. 1 NC) | Decyzja (jednogłośna)               | 3     | 5:00 | UFC 308                                      | 26.10.2024 | Abu Zabi   |                          |
| Przegrana | 14-4   | Jiří Procházka (29-4-1)           | TKO (ciosy pięściami)               | 2     | 3:17 | UFC 300                                      | 13.04.2024 | Las Vegas  |                          |
| Przegrana | 14-3   | Jan Błachowicz (28-9)             | TKO (kontuzja kolana)               | 3     | 1:11 | UFC Fight Night: Błachowicz vs. Rakić        | 14.05.2022 | Las Vegas  | Main Event               |
| Wygrana   | 14-2   | Thiago Santos (21-8)              | Decyzja (jednogłośna)               | 3     | 5:00 | UFC 259                                      | 06.03.2021 | Las Vegas  |                          |
| Wygrana   | 13-2   | Anthony Smith (33-15)             | Decyzja (jednogłośna)               | 3     | 5:00 | UFC Fight Night: Smith vs. Rakić             | 29.08.2020 | Las Vegas  | Main Event               |
| Przegrana | 12-2   | Volkan Oezdemir (16-4)            | Decyzja (niejednogłośna)            | 3     | 5:00 | UFC Fight Night: Edgar vs. The Korean Zombie | 21.12.2019 | Busan      | Co-Main Event            |
| Wygrana   | 12-1   | Jimi Manuwa (17-5)                | KO (kopnięcie okrężne na głowę)     | 1     | 0:42 | UFC on ESPN+ 10: Gustafsson vs. Smith        | 01.06.2019 | Sztokholm  | Bonus za występ wieczoru |
| Wygrana   | 11-1   | Devin Clark (9-2)                 | TKO (ciosy pięściami)               | 1     | 4:05 | UFC 231                                      | 08.12.2018 | Toronto    |                          |
| Wygrana   | 10-1   | Justin Ledet (9-0)                | Decyzja (jednogłośna)               | 3     | 5:00 | UFC Fight Night: Shogun vs. Smith            | 22.07.2018 | Hamburg    |                          |
| Wygrana   | 9-1    | Francimar Barroso (19-5)          | Decyzja (jednogłośna)               | 3     | 5:00 | UFC Fight Night: Struve vs. Volkov           | 02.09.2017 | Rotterdam  | Debiut w UFC             |
| Wygrana   | 8-1    | Sergio Souza (15-10)              | TKO (ciosy pięściami)               | 1     | ?    | Austrian FC 5                                | 04.03.2017 | Wiedeń     | Main Event               |
| Wygrana   | 7-1    | Martin Batur (4-2)                | TKO (lewy hak)                      | 1     | 0:26 | Austrian FC 1                                | 04.03.2017 | Wiedeń     | Co-Main Event            |
| Wygrana   | 6-1    | Marcin Prachnio (5-1)             | TKO (ciosy pięściami)               | 3     | 3:00 | Final Fight Championship 16                  | 06.12.2014 | Wiedeń     |                          |
| Wygrana   | 5-1    | Norbert Peters (0-0)              | TKO (ciosy pięściami)               | 1     | 4:57 | CFFC 45                                      | 13.09.2014 | Wiedeń     |                          |
| Wygrana   | 4-1    | Peter Rozmaring (0-3)             | Poddanie (duszenie północ-południe) | 1     | 1:32 | Vendetta Rookies 2                           | 06.07.2013 | Wiedeń     |                          |
| Wygrana   | 3-1    | László Czene (2-18)               | KO (wysokie kopnięcie na głowę)     | 1     | 0:10 | WFC 3                                        | 03.06.2012 | Wiedeń     |                          |
| Wygrana   | 2-1    | Richard Longhimo (0-0)            | TKO (ciosy pięściami)               | 2     | 4:30 | Iron Fist Vendetta 3                         | 18.03.2012 | Wiedeń     |                          |
| Wygrana   | 1-1    | Carsten Lorenz (0-0)              | TKO (ciosy pięściami)               | 1     | 1:42 | FFA 15                                       | 04.02.2012 | Erfurt     |                          |
| Przegrana | 0-1    | Christian Radke (0-0)             | Poddanie (duszenie gilotynowe)      | 1     | 4:34 | Rock the Cage                                | 15.10.2011 | Greifswald | Debiut w MMA             |